# Jörg Draeger
Pour les articles homonymes, voir Draeger (homonymie).
Jörg Draeger (né le 28 septembre 1945 à Berlin) est un animateur de télévision allemand.

## Biographie
Draeger grandit en Espagne à partir de quatre ans et obtient son diplôme d'études secondaires à Bilbao, en 1964. Il étudie ensuite la germanistique, les sciences politiques et le théâtre à l'Université libre de Berlin. De 1969 à 1981, il s'engage comme soldat de réserve dans la Bundeswehr jusqu'à obtenir le grade de capitaine. Avec l'ancienneté, il devient major dans la réserve.
Draeger vit avec sa quatrième épouse Petra depuis 1994 à Berlin et a deux enfants.

## Carrière
Pendant son engagement dans la Bundeswehr, Jörg Draeger fonde Radio Andernach.
Il est présentateur de nouvelles à NDR de 1982 à 1985 et animateur à Radio Hamburg de 1986 à 1987. En 1987, il rejoint Sat.1. Il est rédacteur en chef de la chronique hambourgeoise Wir im Norden (plus tard Wir in Hamburg) de 1987 à 1989 et de 1989 à 1990, il travaille dans le rédaction principale de l'information de Sat.1.
Il acquiert sa première expérience avec les émissions de divertissement en animant le jeu Krypton Factor (1991) et le jeu de couples Glücklich geschieden (1992).
Son plus grand succès est le jeu télévisé Geh aufs Ganze!, qu'il anima sur Sat.1 de janvier 1992 à septembre 1996. Après avoir rejoint RTL, où il présente le magazine Mysteries en 1997, il reprend l'animation de la nouvelle version de Geh aufs Ganze! de février 1999 à septembre 2001 et pendant un mois chacun en 2002 et 2003 sur Kabel eins ; soit une période de plus de sept ans et demi entre 1992 et 2003.
Draeger met alors fin à sa carrière d'animateur, mais revient chez 9Live. Il anime notamment les jeux Die 100.000-Euro-Frage et Alle gegen Draeger, qui est une modification de Geh aufs Ganze!. Il participe à l'émission marathon pour l'anniversaire de 9Live en 2003 qui est diffusé en direct pendant deux jours sans interruption, le jeu par téléphone entre dans le livre Guinness des records en tant que "quiz télévisé le plus long". En 2007, il anime l'émission Geld oder Draeger sur 9live du 16 au 20 avril.
En mai 2011, il anime le jeu télévisé de RTL 2 Ich weiß, was du letzten Freitag getan hast.
Avec une nouvelle version de Alle gegen Draeger, il vient le 26 janvier 2014 sur la chaîne de télévision numérique Family TV. Une dizaine d'émissions sont produites et diffusées toutes les deux semaines jusqu'en juin 2014.
En septembre 2016, la chaîne Tele 5 diffuse le feuilleton documentaire de 12 épisodes Old Guys on Tour (OGOT). Draeger, Frederic Meisner, Björn-Hergen Schimpf et Harry Wijnvoord parcourent ensemble le pèlerinage de Saint-Jacques-de-Compostelle pendant plusieurs semaines. Karl Dall accompagne les quatre hommes en tant que guide touristique et commentateur.
Avec Alexander Wipprecht, il anime le redémarrage et l'épisode pilote de l'émission télévisée Tutti Frutti sur RTL Nitro en décembre 2016.
Draeger participe à l'émission télévisée de RTL Let's Dance en 2017 et prend la dernière place.
En août 2021, il participe à la neuvième saison de Promi Big Brother sur Sat.1 et prend la dixième place.
À partir du 26 novembre 2021, Jörg Draeger et Daniel Boschmann animent une nouvelle version de Geh aufs Ganze! sur Sat.1. Au total, trois émissions en prime time sont diffusées en 2021. Trois émissions sont diffusées fin 2022, mais le jeu ne se poursuit pas comme prévu en 2023.